# 日向方齊
日向 方齊（新字: 日向 方斉、ひゅうが ほうさい、明治39年〈1906年〉2月24日 - 平成5年〈1993年〉2月16日）は、日本の実業家。住友金属工業名誉会長、第8代関西経済連合会会長（1977年 - 1987年）。山梨県出身。
新日鐵会長、経団連会長の稲山嘉寛が「ミスター・カルテル」と呼ばれ、企業経営にもつねに「協調哲学」を打ち出したのに対し、日向は、市場経済思想に基づく「競争哲学」の信奉者として知られ、政府との対決も辞さなかった。勲一等旭日大綬章受章。

## 生涯
山梨県西八代郡下部町（現・南巨摩郡身延町）出身。生家は極貧であったが、篤志家の森家（日向の妻は森家の長女である）の援助と奨学金により、旧制東京高等学校を経て、1931年東京帝国大学法学部卒業。東京帝大卒業後、住友合資会社入社。
1941年4月から10月まで、住友本社総理事から第2次近衛内閣国務大臣、第3次近衛内閣大蔵大臣を務めた小倉正恒の秘書官を務める。日向にとって僅か10ヶ月余りの秘書官生活であったが、政治の裏面を知る貴重な経験であった。住友本社にもどった日向は、鉱山課長、査業課長になり、1944年住友金属工業企画課長に転じた。住友金属工業は、住友伸銅場、住友鋳鋼場からスタートし、軍需ブームに乗り、終戦直前には19工場、従業員8万5千人を擁する大企業に膨れ上がっていた。
しかし、軍需が無くなると壊滅的な打撃を受けることになる。終戦後、住金は、いち早く春日弘（当時社長）陣頭指揮の下による日向方齊（当時企画課長）の住金再建案として知られている、大阪、尼崎など4工場への集約と1万5千人の従業員と15工場を切り捨てを行った。
昭和24年取締役、同27年常務に就任し、その翌28年1952年、住友グループ結束のきっかけにもなった小倉製鋼との合併を手掛ける。これにより住金は、はじめて高炉を手もち、念願の銑鉄一貫体制を確立する。さらに昭和32年、戦前に土地を確保していた和歌山で和歌山製鉄所の拡張による銑鋼一貫体制化をはかり、1961年に1号高炉を完成させた。以後5基まで高炉を増築し、後発メーカーながらも、世界有数の製鉄会社に仕上げていった。
1962年、社長に就任。1965年鉄鋼不況の際、鉄鋼業界各社の要望に基づき、通産省は各社一律の粗鋼減産プランを提示する。日向は減産による価格安定化の必要性自体は認めていたが、和歌山製鉄所の高炉が完成しつつあった時期だけに、過去の市場占有率ベースで固定されると実質的に不利になるとして反対した。これに対し通産省は原料炭輸入の外貨割り当て削減などで報復するが、日向もたじろがず、結局小林中や中山素平らの斡旋により日向が譲歩することで事態の収拾をみた。この一件で、財界のみならず世間一般からも日向の反骨に対し拍手が送られ、関西財界のオピニオンリーダーとしての地位を獲得した。
その後住金社長として、首都圏での需要拡大に対応するべく、1968年新鋭の鹿島製鉄所を建設した。1974年会長、1986年名誉会長。また1977年から1987年まで関西経済連合会会長も務める。関経連会長時代における大阪商工会議所会頭を巡る長谷川周重との争いは「住友の飛車角」として比較対照された。1987年勲一等旭日大綬章受章。1993年2月16日死去。享年86。
1980年には関西財界セミナーで「政府は徴兵制の研究をしておく必要がある」と発言、物議をかもした。なお、この時猛烈な反論をしたのがダイエーの中内㓛である。

## 大和銀行事件と住金事件

### 大和銀行事件
大和銀行事件は、大蔵省が兼々信託業務を兼営する普通銀行に対して、分離するように行政指導していたが、関西の大和銀行（当時寺尾威夫頭取）だけが、大蔵省の方針に楯突いて信託兼営していた。業を煮やした大蔵省の高橋俊英銀行局長（当時）は、1965年（昭和40年）2月28日の衆院大蔵委員会で「大和銀行が信託部門を分離した場合、都市銀行として銀行業務だけで存立できるかどうかわからないが、一行だけ兼営させるわけにいかない」「大和銀行の9月期決算は悪いので、大蔵省は経営全体について厳重に指導している」との答弁を行った。この発言は銀行の信用を著しく傷つけ、経営基盤を揺るがすものとして、当然大和銀行は大蔵省に咬みついた。
この大和銀行と大蔵省との争いを自ら買って出たのが当時関西経済同友会代表幹事だった日向方斉である。日向は関西同友会、関経連に呼びかけて、大和銀行側に立って大蔵省の横暴ぶりを正した。日向の考えは、普通銀行に信託兼営を止めさせようとするならば、金融制度調査会の答申を経て、法律化するなどの手続きをとるべきである。それを一銀行局長の曖昧な行政指導で、私企業の経営の根幹をゆるがすような業務分断を強行するのは、行政の行き過ぎであるというものだった。日向が掲げた正論の前に大蔵省は、それ以上の行政介入が出来にくくなり、大和銀行は信託を分離しないですんだ。日向が、当時孤立無援の状況にあった大和銀行の肩を持ったのは、日頃から日向が唱えている、自由主義経済思想に対する危機意識が働いたこともあるが、住金にとっても、設備拡張計画に何かと口を差し挟む通産省の行政指導に対する反発感、といったものが根底にあった。そしてその反発感は、同年秋の「住金事件」で一挙に爆発する。

### 住金事件
1965年（昭和40年）、住友は不況の最中において和歌山に四号高炉の着工を決定する。不況時は建設資材なども安くなるので、将来の需要の見通しと資金手当てさえ付けば、この時期の設備投資は、有益な先行投資となり、景気上昇時には強力な戦力になる。だが当時の鉄鋼業界の首脳経営者たちは、不況克服には設備の自主調整と自主減産を主張し、日向の積極策とは相容れず、業界内部で意見が纏まらないまま通産省の斡旋待ちに縺れこんだ。通産省が示した各社別粗鋼減産プランは、過去のシェアに基づくものであり、住金はこれに真っ向から反対する。日向も、粗鋼減産を申し合わせて、価格を立て直す必要は認めていたものの、問題は減産の基準である市場占有率をどこの時点に置くかであった。住金は和歌山製鉄所の高炉が、続々完成しつつある時期にあり、過去の市場占有率に固定されると実質的に不利になる。
さらに後発メーカーのため輸出比率が高く、そのため輸出枠は別にしてもらいたいという考えであった。日向によって減産プランを拒否された通産省は異例の声明を出し、官民協調による業界の安定に反対する企業には、原料炭の輸入を割り当てないと発表し、ライバル企業を巻き込んで通産省対住金の全面戦争に突入する。当時の通産大臣は三木武夫。通産事務次官は特定産業振興臨時措置法案でも名を売った「通産の暴れん坊」こと佐橋滋であった。結局、住金騒動は小林中や中山素平興銀頭取（当時）らの斡旋で、日向が譲歩するという形で収拾した。だが、財界をはじめ世間一般は、日向の反骨ぶりに拍手を送った。この日向の反骨は、単に関西財界の東京財界主導に対し反感だけでなく「経営の根幹に触れる問題に、行政が過度に介入するのはおかしい」という自由主義経済の筋を通すことから発生したものだった。

## 親族
- 妻・森家長女（日向のパトロンの森家の出身）
- 義兄弟
  - 森太郎（森家長男、旭電機設立者）
  - 前田為可（森為可、森家次男、慶應義塾大学教授、同大常任理事、洗足学園経営一族の前田家の婿養子）
  - 森光可（森家三男、旭電機社長、東京国際カントリー倶楽部理事）
- 長男・日向宏太郎（東芝常務取締役・顧問）
  - 日向礼子（宏太朗の妻、二代目根津嘉一郎長女、安田善五郎孫娘）

- 長女・小松暢子（長野県松本市の旧家鶴林堂書店会長の小松平十郎の二男で、元住友銀行専務取締役、元ロイヤルホテル社長、元関西棋院理事長の小松健男の妻）